# أطلال جيداي

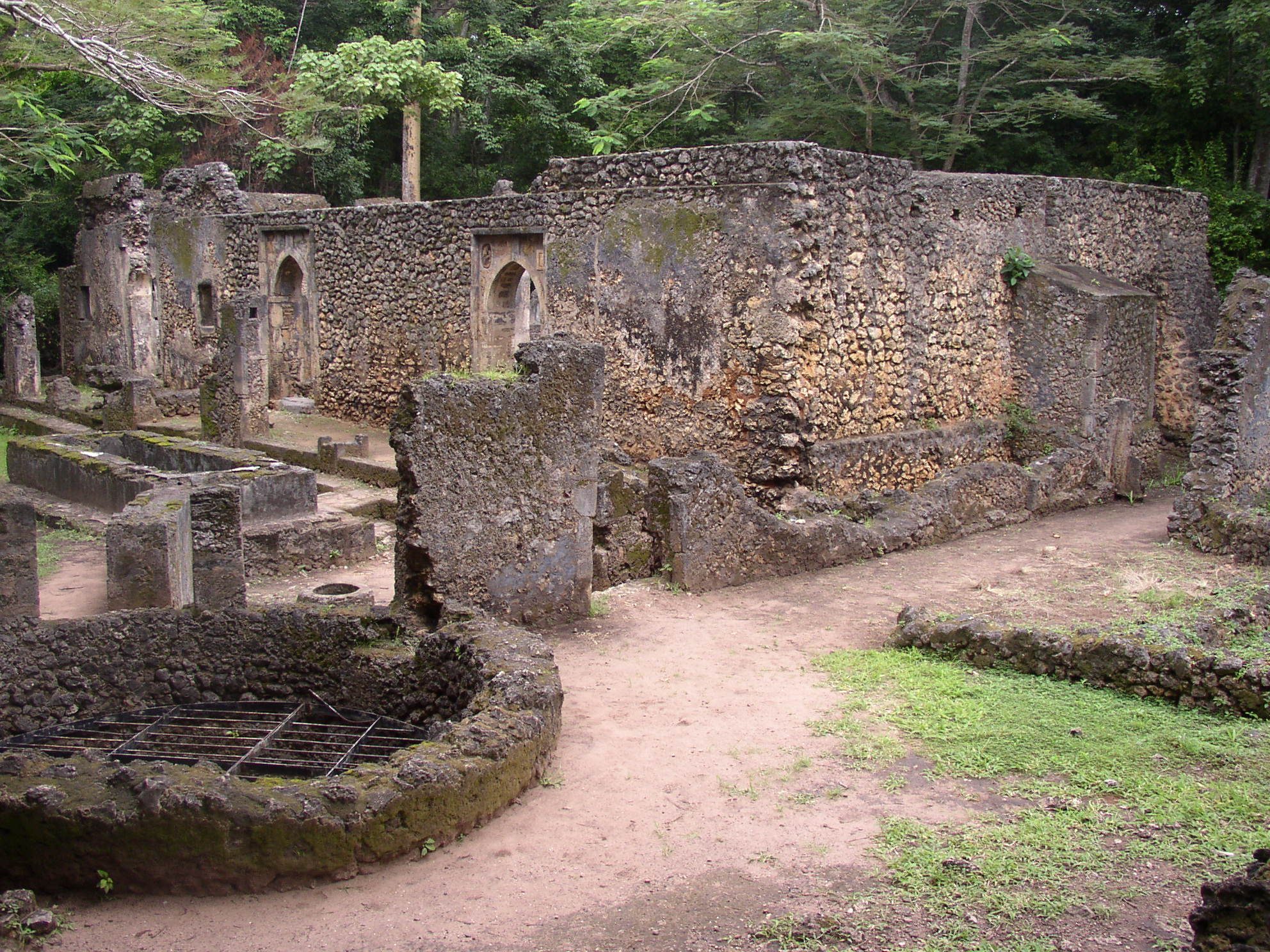
أطلالُ المسجد الكبير في بلدة جيداي.

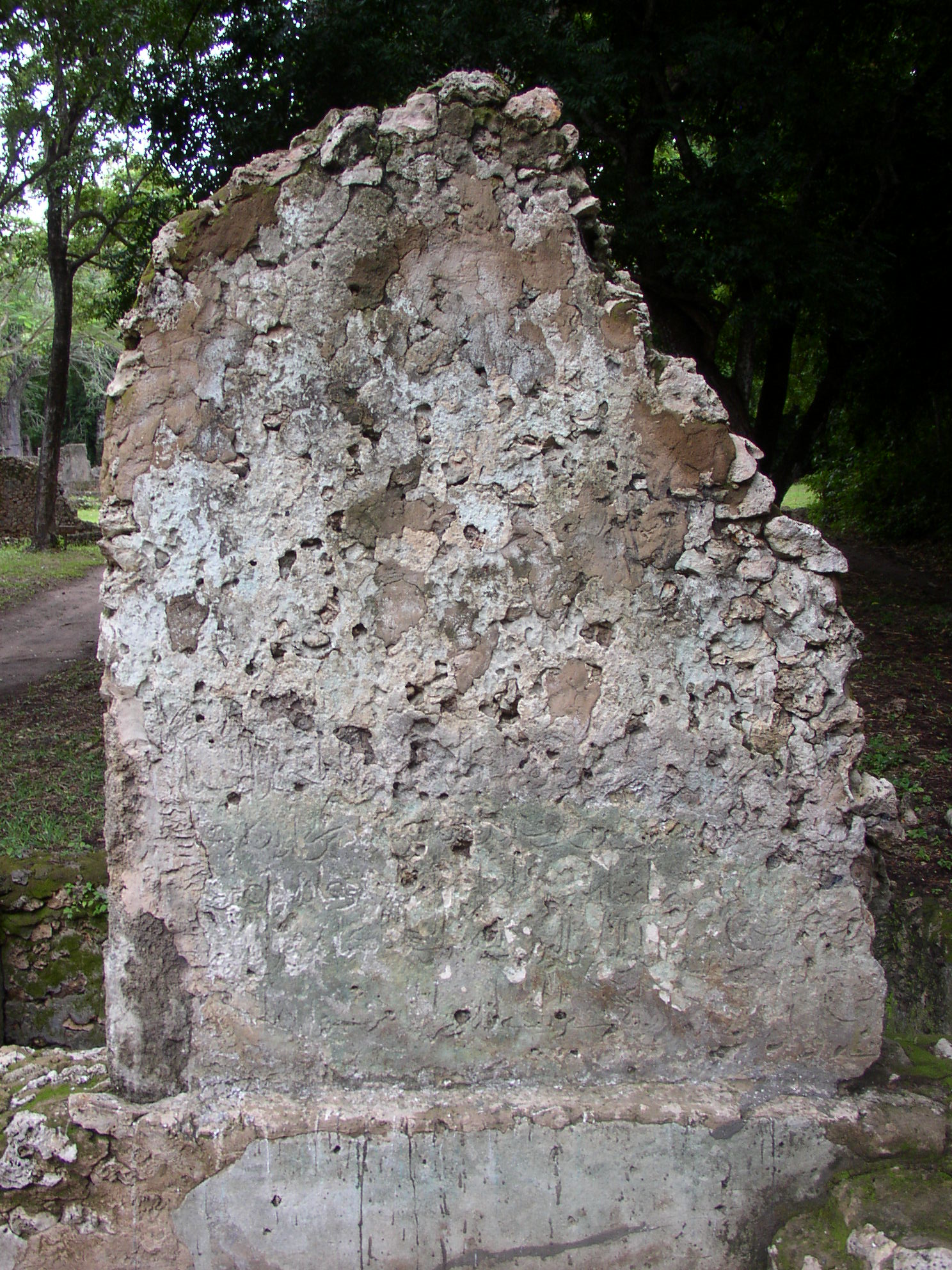
صخرةٌ نُحتت عليها كتاباتٌ باللغة العربية تُؤرّخ الموقع.

أطلالُ مدينة جيداي (بالإنجليزية: Gedi) هي بقايا ورُكامٌ قديمٌ من بلدة جيداي السواحليّة، وهي الآن محضُ قرية صغيرةٍ تقع في منطقة ماليندي بدولة كينيا، إلا أنَّها كانت ذات قيمة تاريخية بمنطقة السَّاحل.